# Cryptal Darkness
«Cryptal Darkness» — австралийская Doom Metal группа, где ведущую роль играл Mark Kelson, сейчас The Eternal & InSomnius Dei и где в течение короткого периода играл экс-член My Dying Bride, Anathema, Cradle Of Filth — Мартин Пауэлл.

## История
«Cryptal Darkness» возникли в 1993 году, в Мельбурне, Австралия как грайндкор/дэс-метал-группа, позже они изменили стиль и стали играть дум-метал. В оригинальном составе (Марк Келсон, Онил Алегзандер, Джефф Клопродж и Джейд фон Нэги) группа выпустила сначала четырёхтрековый EP «Descend into Thy Grave», а затем и дебютный альбом «Endless Tears», который недавно был повторно выпущен для международного распространения. Первое выступление на фестивале «Metal for the Brain» в 1997 года привлекло определённое внимание к группе, а значительная часть 1998 года была использована для работы над новым материалом. В 1997 году бывший гитарист «Paramaecium» Крис Бёртон заменяет Клопроджа, а спустя некоторое время, в середине 1998 года, игравший в качестве сессионного музыканта басист Люк Вонг становится полноправным членом группы. Примерно в это же время группа начала работать с клавишником Мартином Пауэллом («My Dying Bride»), приехавшим в Австралию, чтобы присоединиться к группе для записи студийного альбома «They Whispered You Had Risen», который приобрёл более готический характер, чем предыдущие работы. Также Мартин Пауэлл принял участие в записи «Chapter II — The Fallen», который по сути являлся продолжением «They Whispered You Had Risen». «Cryptal Darkness» строили планы на тур по Европе в конце 2000 года, но этого не произошло — группа распалась в 2002 году. Келсон также играл в «Paramaecium», а Алегзандер играл на барабанах в «Vomitorial Corpulence»; оба они также играли в «Desolate Eternity». В начале 2003 года группа распалась и Кильсон с Бертоном сформировали новую группу «The Eternal». Кильсон также участвует в «InSomnius Dei» с другим музыкантом из «Cryptal Darkness» — Терри Вэйнорэсом.

## Состав на момент распада (2002)
- С 1993 — Марк Келсон (гитара, вокал)
- С 1997 — Крис Бёртон (гитара)
- С 1993 — Онил Алегзандер (барабаны)
- С 1998 — Люк Вонг (бас-гитара)
- С 2000 — Шон Хиндс (клавишные)

## Бывшие члены
- 1993—1995 — Пол Венэйблс (бас-гитара)
- 1996—1998 — Джейд фон Нэги (бас-гитара)
- 1993—1997 — Джефф Клопродж (гитара, вокал)
- 1997—1997 — Терри Вэйнорэс (клавишные)
- 1999—2000 — Мартин Пауэлл (скрипка)

## Дискография
| №                   | Название                         | Длительность |
| ------------------- | -------------------------------- | ------------ |
| 1.                  | «Mulched into Blood and Bone»    | 3:07         |
| 2.                  | «Bloody Orgy»                    | 4:25         |
| 3.                  | «Disarticulation by Mastication» | 2:41         |
| 4.                  | «Decomposing Organs»             | 4:40         |
| 5.                  | «Mist Enshrowded Graveyard»      | 1:56         |
| Общая длительность: | Общая длительность:              | 16:49        |

| №                   | Название               | Длительность |
| ------------------- | ---------------------- | ------------ |
| 1.                  | «Grave Digger»         | 3:23         |
| 2.                  | «Defile Rotting Flesh» | 8:52         |
| 3.                  | «Human Meatworks»      | 5:19         |
| 4.                  | «Maggot Infested Cunt» | 9:57         |
| 5.                  | «Microwaved Infant»    | 7:07         |
| 6.                  | «Hack at the Limbs»    | 1:33         |
| 7.                  | «Slaughtered Slut»     | 6:45         |
| 8.                  | «Throne of Blood»      | 4:38         |
| Общая длительность: | Общая длительность:    | 47:39        |

| №  | Название              | Длительность |
| -- | --------------------- | ------------ |
| 1. | «Fear Within (Intro)» |              |
| 2. | «Exhumed»             |              |
| 3. | «Withered»            |              |
| 4. | «Maggot Infested»     |              |
| 5. | «Throne Of Blood»     |              |
| 6. | «Human Meatwork»      |              |
| 7. | «Sorrow»              |              |

| №                   | Название                             | Длительность |
| ------------------- | ------------------------------------ | ------------ |
| 1.                  | «Descend Into Thy Grave»             | 5:01         |
| 2.                  | «Departure Of Autumn Tears»          | 3:38         |
| 3.                  | «Lost Visions Of Sanity (демо)»      | 9:35         |
| 4.                  | «Descend Into Thy Grave (радиомикс)» | 5:01         |
| Общая длительность: | Общая длительность:                  | 23:15        |

| №                   | Название                            | Длительность |
| ------------------- | ----------------------------------- | ------------ |
| 1.                  | «Endless Tears»                     | 11:44        |
| 2.                  | «Sorrow (европейский бонус-трек)»   | 2:10         |
| 3.                  | «Lost Visions of Sanity»            | 9:35         |
| 4.                  | «Departure of Autumn Tears»         | 3:38         |
| 5.                  | «Darkened Is My Soul»               | 2:03         |
| 6.                  | «Winter for Evermore»               | 4:31         |
| 7.                  | «Descend into Thy Grave»            | 5:01         |
| 8.                  | «As the Flame Dies»                 | 1:36         |
| 9.                  | «To Drink from the Lake of Sadness» | 11:31        |
| 10.                 | «Entering the Eternal Drift»        | 3:59         |
| Общая длительность: | Общая длительность:                 | 55:48        |

| №                   | Название                                   | Длительность |
| ------------------- | ------------------------------------------ | ------------ |
| 1.                  | «All that Remains»                         | 7:39         |
| 2.                  | «Sorrow»                                   | 2:10         |
| 3.                  | «Black Sabbath (бонусный спрятанный трек)» | 8:06         |
| Общая длительность: | Общая длительность:                        | 17:55        |

| №                   | Название                           | Длительность |
| ------------------- | ---------------------------------- | ------------ |
| 1.                  | «Always, Forever»                  | 5:16         |
| 2.                  | «They Whispered You Had Risen»     | 8:18         |
| 3.                  | «To Blackened Skies I Suffer»      | 9:14         |
| 4.                  | «All That Remains»                 | 6:28         |
| 5.                  | «Naked She Lay to the Virgin Snow» | 10:37        |
| 6.                  | «I Bleed»                          | 8:45         |
| 7.                  | «Last Embrace»                     | 5:10         |
| 8.                  | «A Dream Unremembered»             | 3:41         |
| Общая длительность: | Общая длительность:                | 57:29        |

| №                   | Название                | Длительность |
| ------------------- | ----------------------- | ------------ |
| 1.                  | «Decend Into Thy Grave» | 5:01         |
| 2.                  | «Winter For Evermore»   | 4:31         |
| 3.                  | «All That Remains’97»   | 7:39         |
| 4.                  | «Black Sabbath»         | 8:06         |
| 5.                  | «Last Embrace»          | 5:10         |
| 6.                  | «I Bleed»               | 8:45         |
| 7.                  | «My Eternal Hunger»     | 7:37         |
| 8.                  | «Sorrow»                | 2:10         |
| Общая длительность: | Общая длительность:     | 48:59        |

| №                   | Название                                      | Длительность |
| ------------------- | --------------------------------------------- | ------------ |
| 1.                  | «Raven Dawn»                                  | 0:42         |
| 2.                  | «My Eternal Hunger»                           | 7:37         |
| 3.                  | «A Dream of Beauty & Desire Lost»             | 9:01         |
| 4.                  | «The Coldest Winter»                          | 8:35         |
| 5.                  | «From the Grave»                              | 1:08         |
| 6.                  | «Fallen»                                      | 17:56        |
| 7.                  | «Darkness. Eternal. Suffer (спрятанный трек)» | 5:06         |
| Общая длительность: | Общая длительность:                           | 50:05        |